# Massinissa II
Pour les articles homonymes, voir Massinissa (homonymie).
Massinissa II (en berbère : ⵎⵙⵏⵙⵏ ⵡⵉⵙ ⵙⵉⵏ - Masensen wis sin) est un roi de Numidie occidentale, avec sa capitale à Cirta de 81 à 46 av. J.-C.. Il est nommé d'après, ou a pris le nom de son célèbre ancêtre, Massinissa, l'unificateur et fondateur du royaume de Numidie,.

## Biographie
Massinissa est probablement le fils de Masteabar, un roi obscur qui est connu d'une seule inscription fragmentaire. Il est un fils du roi Gauda (mort en 88 av. J.-C.), qui a divisé le royaume de Numidie entre lui et son frère Hiempsal II. Juba Ier, roi de la numidie orientale, l'allié et contemporain de Massinissa II , est probablement son cousin germain. Le royaume numide occidental est plus petit, et plus faible que celui de l'Est.
En 81 av. J.-C., le général romain Pompée envahit la Numidie qui, sous le règne de Hierbas II, soutenait le rebelle romain Domitius. Pompée soumet la Numidie dans une campagne de 40 jours et restaure Hiempsal II à son trône, et établit Massinissa au sien. Cela constituait la reconnaissance romaine formelle des deux royaumes numides.
Pendant la guerre civile romaine de 49-45 av. J.-C., Massinissa et Juba se sont tous les deux alliés avec Pompée, dont les partisans contrôlaient la province d'Afrique, contre Jules César. En 46 av. J.-C., César envahit l'Afrique, et ses alliés, Bocchus II de Mauritanie et le seigneur de guerre mercenaire Publius Sittius, envahissent le royaume de Massinissa depuis l'Ouest, prenant Cirta. L'Ouest de son royaume est donné à Bocchus, tandis que l'Est avec Cirta est accordée à Sittius. Juba s'est suicidé après la défaite, mais le sort de Massinissa est inconnu. Son fils, Arabion, s'est échappé pour rejoindre les forces de Pompée en Hispanie, et est ensuite revenu récupérer une partie du royaume de son père.